# Fraylescano
El fraylescano, ladinío, español de La Fraylesca o español chiapaneco es un dialecto del español que se habla en el centro de Chiapas y ciertas partes de la frontera de este estado mexicano con Guatemala. Donde se ha preservado más puro es en La Fraylesca, debido al aislamiento prolongado de esta región. Recientemente se le comenzó a llamar lengua fraylescana porque fue en la ciudad de Villaflores, Chiapas, el lugar de su descubrimiento y que, de acuerdo con el escritor Eraclio Zepeda, la Fraylesca es la heredera directa del habla de Chiapa de Corzo, que está montada sobre la antigua lengua chiapaneca.
Se dice que el ladinío o fraylescano está emparentado con el español centroamericano, sin embargo, debido a los siglos de aislamiento, presenta una serie de arcaísmos y localismos.
Este dialecto ha sido muy poco estudiado y se encuentra en vías de extinción, debido a que es mal visto y despreciado por la sociedad chiapaneca, por lo que hablarlo puede ser motivo de vergüenza, de burlas y segregación. 

## Historia
Se especula que sus orígenes se encuentran en el municipio de Chiapa de Corzo (en donde estuvo el primer templo católico en Chiapas de los españoles, construido el 1 de marzo de 1528), con la llegada de frailes y españoles descendientes de sefardíes, quienes fueron los que enseñaron a los locales su español sefaradí del siglo XV. Posteriormente se extendió en Chiapas, con la migración y colonización de la gente de Chiapa de Corzo a la región de la fraylesca y algunas otras partes de Chiapas, como Tuxtla Gutiérrez, Acala, Suchiapa y Copoya.
Este dialecto posee un cuádruple fundamento: el castizo (castellano antiguo del siglo XV), los hebraísmos utilizados en España y Portugal, así como también de los elementos indígenas locales (chiapaneco, zoque y maya) a su vez que palabras inventadas originales del dialecto en objetos sencillos. Recibe el nombre de ladinío en la década de los sesenta, debido a la semejanza que algunos lingüistas encontraron con el haquetía, con el judeo-español o judezmo y con el espanyolit, así como, por su parecido al español medieval, por esta razón se les llamaba a los indios que hablaban castilla o español, indios ladinos, por su manera de hablar semejante a la de los hablantes del judeo-español o ladino. Al no haber sido todavía armonizada por una programación lingüística, es actualmente objeto de controversias.

## Discriminación
El 7 de agosto de 1915, un señor de apellido Cal y Mayor [probablemente un gobernador en 1921], envío una circular rubricada donde señalaba lo siguiente: “Existe actualmente en el Estado [se refiere a Chiapas] una degeneración muy marcada en el idioma nacional, no sólo por la pobreza extraordinaria del lenguaje, sino también por el deplorable número de voces y construcciones incorrectas”. Relatos como estos daban la sensación de que en Chiapas se hablaba un pésimo castellano o el peor español del mundo, sin darse cuenta de que en realidad se trata de una variación lingüística, de un dialecto del español.
De esta manera se combatió mediante campañas intensas de corrección en las escuelas y medios de comunicación, para hablar bien. Proclamándose que eran voces propias de ignorantes y construcciones incorrectas, frases como:
A dio’jodido. Ques’sese. A’su mecha. Pa’jodelo. Apue’uhm. Caso quiere. Agarrá juicio. Va a haber o hubo. Saber. Al saber. Velo. Ah burro. Jesús. Ay dios. Virgen santísima. Dejalo’sta. Vas’teakeré. Ay’mañana. Pa’la mecha. Pa’la chucha. Ya no muy. Mirelo’ste. Mire’ste. Iday vos, alsaber, urés, desdioy, desdiurés, etcétera.
O palabras como:
Asinita, vos, malhaya, guarampo, usté, jímbalo, vení, barraco, callate, indizuelo o indizuela, nani, mima, mirálo, andá, venite, jonís, virgüela, virgüeliento, onde, guineo, jolote, amonós, chiqueado, apishcahuo, desbalagado, maestrada, matazón, somatar, trago, cabal, escueleros, papujo, choco, cholenco, aiga, ansí, disir, iday, ño o ña, condenado, etcétera.
Las cuales deberían ser sustituidas por:
Así nada más, tú, ojalá, enclenque, usted, lanzarlo, ven, hombre, cállate, niño o niña, bebita, mami, míralo, anda, vente, cola, viruela, virolento, donde, plátano, guajolote, vámonos, mimado, apestoso, desordenado, maestros, matanza, azotar, licor, cabalmente, estudiantes, pálido, ciego, lerdo, haya, así, decir, y de ahí, don o doña, cretino, etcétera.
Dando como resultado una campaña permanente para "supuestamente" corregir la forma de hablar un "mal español" o de un "español inferior", lo que representa un genocidio lingüístico, por lo que este dialecto podría desaparecer en unas cuantas décadas, sin ser estudiado científicamente.

## Características
- Se caracteriza por la supresión de la [s] y la [r] al final de las palabras, acentuando la última vocal, por ejemplo, pué es pues.

- Debilitamiento de [j] intervocálica, la aspiración o debilitamiento de [x] y la velarización de [n].

- La [h] se pronuncia como una "J" suave, por ejemplo, ahumado es ajumado, Hediondo es jediondo.[2]

- El uso del "vos" es informal. Consiste en la utilización del pronombre "vos" en lugar de "tú".[3]

- El uso del Usté es formal. Consiste en la utilización del pronombre Usté en lugar de usted.

- La combinación [aho] se simplifica a [o], por ejemplo, ogar es ahogar, ahora es ora.

- Aunque ya casi en desuso, por la globalizazión, está la terminación [es], por ejemplo, fuites es fuiste; dijites es dijiste.

- El uso constante de palabras extrañas en cosas sencillas. Por ejemplo, 1- Loichi / Cuando una cuerda amarrada a una estaca en el piso se utiliza para amarrar algo para que no se lo lleve el viento, 2- Turicuchi / Orzuelo.

- El diptongo [ia] o [io] se usa como diminutivo, por ejemplo: Hermanitía es hermanita, hijitío es hijito.

- La terminación [ada] se usa como plural, por ejemplo, chuchada es perros, mujerada es mujeres.

En los verbos del voseo en el presente del indicativo, se añade un acento a la última vocal. El único verbo irregular es el verbo ser, que utiliza la forma sos. por ejemplo, hablás, comés, vivís, sos.
Las contracciones como, por ejemplo, cara’e cuija. ais'tabueno. d'oro, dejalo’sta.
Ejemplo de un diálogo en ladinio o fraylescano. “¡Pa'jodélo!, pura bobera sos vos, queyá mama moderna, no seás jaragana, dale bien de comé a mi chiquitía, pa'que no se descríe, no se me vaya a quedá chintanita mi criatura".

### Vocalización
|             | Anterior | Central | Posterior |
| ----------- | -------- | ------- | --------- |
| Cerrada     | i        |         | u         |
| Semicerrada | e        |         | o         |
| Semiabierta | ɛ        |         | ɔ         |
| Abierta     | æ        | a       |           |

## Vocablos antiguos del fraylescano
1- Abujerar / agujerar. 2- Acomparar / comparar. 3- Acurrucar / encogerse, achicarse. 4 - Aguafiesta / quien estropea algo. 5- Agüelo (a) / abuelo (a). 6- Ahibidiay/apartarte, quítate de ahí. 7- Aiga/haya, del verbo haber. 8- Aijao: ahijado. 9- Ailante / ahí delante. 10- Al canto /al borde, en la oría, en la orilla. 11- Al inter / al momento. 12- Alcagüetear / encubrir, alcahuetear. 13- Aldaba / picaporte, llamador. 14- Almario / armario. 15- Alministrador / administrador. 16- Almolzar / desayuno. 17- Alpargatazo / golpe dado en las nalgas con la alpargata (Calzado). 18- Alredor / alrededor. 19- Amolar/fastidiar, joder. 20- Amos / Exclamación de: ¡Vamos! 21- Anda fuera / Vete. 22- Anday / ve ahí. 23- Ande (Onde) vas / que estás haciendo, a donde vas. 24- Animalada / acción de personas torpes. 25- Ansias / náuseas, desesperación. 26- Antiayer / anteayer. 27- Antiojos / gafas. 28- Añada / año, temporada. 29- Aponderador / que elogia a personas o cosas. 30- Arpillera / tela de saco de tejido ralo. 31- Arrejuntar / vivir en pareja sin casar. 32- Arrejuntao / persona que vive arrejuntada. 33- Asina (Ansina) / así. 34- Auja / aguja. 35- Azer leña / cortar leña. 36- Balde (ir en) / ir para nada. 37- Barranco / torrente. 38- Bas que andas / vas bien. 39- Bendición / venta, cosa buena. 40- Biejarruco / despreciativo de viejo. 41- Blanquiar/blanquear, encalar.